# Bruinbuikbergtangare
De bruinbuikbergtangare (Dubusia castaneoventris synoniem: Delothraupis castaneoventris) is een zangvogel uit de familie Thraupidae (tangaren).

## Verspreiding en leefgebied
Deze soort komt voor in Peru en Bolivia.